# 广州广电

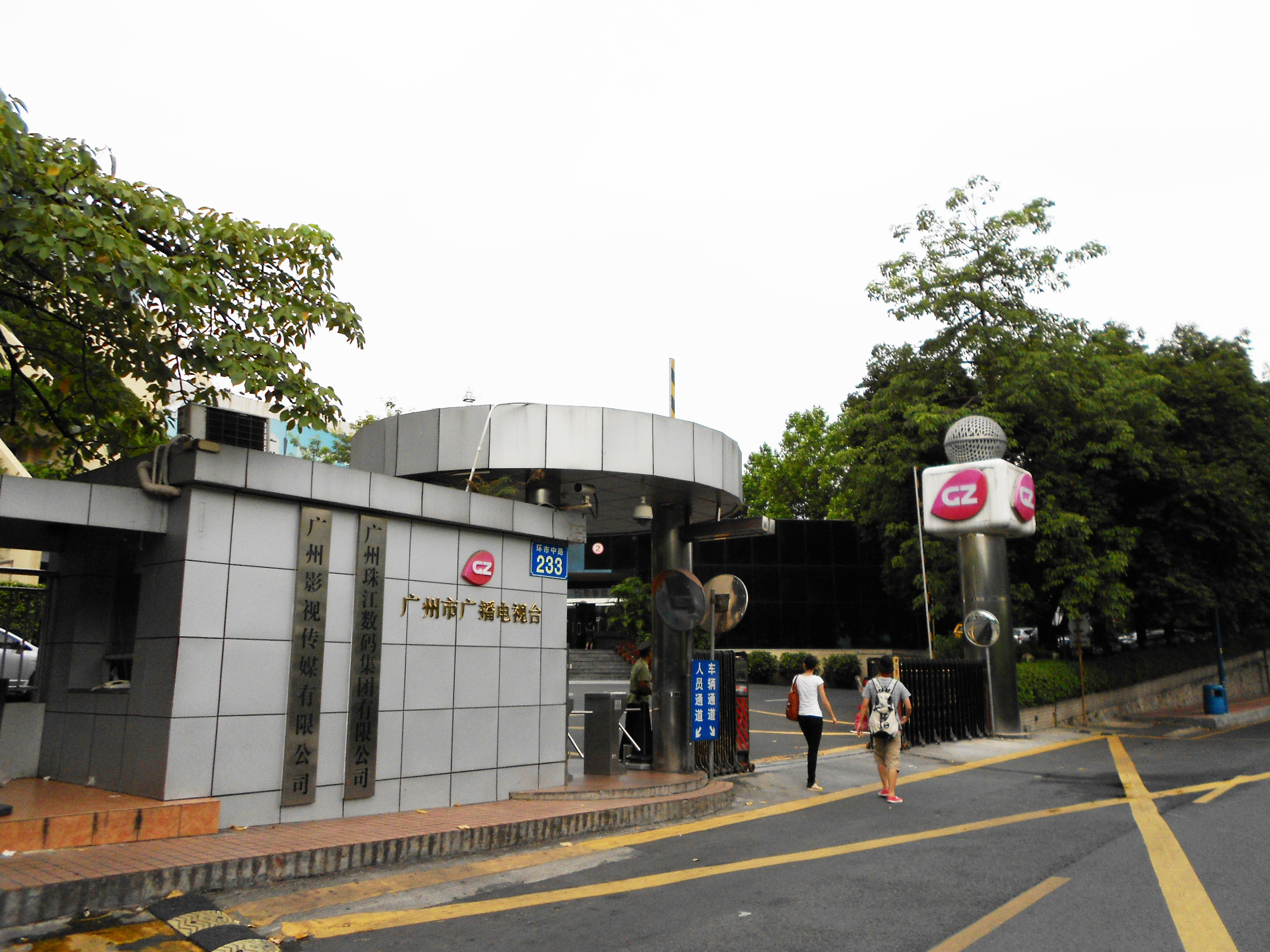
位於花果山的廣州市廣播電視台正門，門牌顯示該處也是广州广电所在地。

中国广电广州网络股份有限公司（新三板：871828，简称：广州广电、中国广电广州公司），前称广州珠江数码集团股份有限公司（简称珠江数码），是中国广州市有线电视供应商，此公司亦曾使用“广州市有线广播电视台”名称多年，广州有线、珠江数码、市有线、市线/网是市民对该公司的习惯简称。该公司现时是中国广电网络股份有限公司的控股子公司。
广州广电成立於1993年，是华南地区最大规模的广播电视网络运营商之一，服务覆蓋广州市各區，現時拥有有线电视用户超过300万户，宽带用户50多万户，高清互动和4K智能电视用户80多万户。

## 历史
1989年，广州电视台发展中心工程部以及次年成立的广州电视台技术服务部、广州市广播电视微波站为解决广州地区的电视收视质量，分别对外开展共用天线业务。
1990年12月，广州市广播电视局筹备建设广州市有线电视，在天河、东山等区建成广州最初的有线电视试验网，即“东部网”。
1992年10月，经市编委批准成立了“广州市有线电视中心”，并开始制定广州市有线电视网络总体规划和总体技术方案。
1993年3月8日，广州市广播电视局和广州市电信局签署合作协议，组建“广州市有线电视网络工程有限公司”。4月13日，中共广州市委和广州市人民政府批准成立“广州市有线电视管理委员会”。6月，“广州市有线电视网络工程有限公司”正式成立。公司声称成立第一年的用户数是20389户。
1993年7月17日，广州政府发布《关于加强我市有线电视建设和工程管理的通告》（[1993]72号），广州市有线电视管理委员会授权广州市有线电视网络工程有限公司，按照六个统一（统一领导、统一管理、统一标准、统一设计、统一器材、统一施工）的原则，负责广州市有线电视网络的建网和管网工作。
1994年5月23日，广州市广播电视局和广东省广播电视厅同意，上报国家广播电影电视部（现国家广播电影电视总局）批准，广州有线电视中心新增广州有线电视体育频道、影视频道。7月4日，广州市有线电视中心东部网划归广州市有线电视网络工程有限公司。9月，经广州市机构编制委员会批准，广州市有线电视中心更名为“广州有线广播电视台”，实行事业单位企业管理。12月，广州市有线广播电视台第一期工程竣工，建成自办节目播出机房、前端机房、文字编辑机房、录播室等技术设施。有线网络采用光纤和同轴电缆传输链路，带宽为550MHZ。已发展有线电视用户11万。
1997年3月18日，广州有线广播电视台通过由国家广播电影电视部组织的建台验收。
1999年12月，广州有线电视网络开始与花都、从化、番禺、增城等郊区有线电视公司的信号联网。
2000年3月2日，广州市机构编制委员会批准广州电视台与广州有线广播电视台合署办公，一个机构、两块牌子，为市局级事业单位。
2001年7月27日，广州市机构编制委员会发文批准广州电视台与广州有线广播电视台合并，合并后命名为广州市电视台（播出时称广州电视台），为局级事业单位，广州有线更名为广州市广播电视网络有限公司，原有线电视旗下频道“广州有线电视XX频道”全部改名为“广州电视台XX频道”。
2003年3月1日，广州有线数字电视正式试播。9月，广州市有线电视网络工程有限公司正式更名为“广州市广播电视网络有限公司”。
2004年3月11日，广州市广播电视网络有限公司与黄埔区当局签署《广州市黄埔区有线网络移交协议》，黄埔区有线电视网正式并入市网。
2006年11月，广州广播电视网络有限公司全资子公司“广州珠江在线多媒体信息有限公司”成立。
2008年10月7日，中共广州市委宣传部同意成立广州珠江数码集团有限公司，简称广数传媒珠江数码，至2011年再抛弃“广数传媒”称呼，只称珠江数码。12月29日，广州珠江数码集团有限公司正式挂牌成立，同时集团下属的广州珠江数码集团番禺有限公司、花都有限公司、从化有限公司、增城有限公司及白云区分公司成立并挂牌。
2011年6月28日，广东广播电视网络珠江数码集团有限公司正式挂牌。
2017年9月20日，珠江数码于新三板挂牌，股份代码：871828。
2021年7月26日，“广州珠江数码集团股份有限公司”更名为“中国广电广州网络股份有限公司”。

## 集团业务
- 甜果时光：高清电视业务品牌（现已停售）
- 甜果电视：4K超高清智能业务品牌（与中信国安广视联合推出），现为IPTV传输介质（并扩大到除增城区和番禺区外的广州全市）
- 珠江宽频：宽带接入业务品牌
- 珠江移动：地面数字电视业务品牌（地面数字电视）
- 珠江在线：NVOD（视频点播）等相关增值业务等多平台的业务品牌

## 郊区子公司
广州有线市区线路覆盖越秀、荔湾、海珠、天河、黄埔、萝岗，郊区线路是白云、番禺、南沙、花都、增城及从化。市区线路由珠江数码直接控制，只会插播一层广告（对上还有省有线的广告）。郊区线路由当地有线电视公司拥有，经整合成为珠江数码的子公司，但仍然再在广州有线已插播的基础上，再次插播区、镇（例如白云区下辖江高镇还有“江高镇文化广播电视站”）广告，变成三层插播（省、市、区），画质、声音以致广告质素更差，因这些地方偏僻，监管不严格，这些第三或四层插播的广告制作低劣，经常会涉及丰胸、性病或假药。但已于2020年1月1日取消在翡翠台的区新闻节目插播以及广告插播。以下是郊区公司：
- 白云区分公司（白云有线，由白云区融媒体中心控制）
- 番禺有限公司（番禺有线，由番禺区电视台，即番禺区融媒体中心控制）
- 南沙区分公司（南沙有线，由南沙区文化广电新闻出版局控制）
- 花都有限公司（花都广电，由花都区广播电视台控制）
- 从化有限公司（由从化区广播电视台控制）
- 增城有限公司（由增城区广播电视台控制, 实际使用广东有线线路）

## 有线数字电视业务
2003年3月1日，广州数字电视正式试播。5月，广州数字电视试播得到了国家广电总局的正式批准和支持，广州被列入全国有线数字电视第一批试点城市，广州有线电视网被指定为广州市数字电视示范网。广州有线电视用户通過安装数字机顶盒，即可利用原电视机使用廣州有線提供的「股市在家」、「电视网站」、「视频点播」、「电子商务」、「远程教育」、「网上数据下载」等的数字电视业务服务，不过部分业务实施效果较差，至2010年推出的甜果时光高清互动机顶盒具有以上部分功能以及附加增值业务，除月租26.5元/月不变外，使用增值功能一切免费。
2007年，广州市人民政府要求有线电视用户“升级”为数字电视，基本月费由人民币17元加至26.5元/月（高标清同价），安装机顶盒另外400元/台，如果家居有多台电视机，还需要逐台购买（可选择以700元购买机顶盒或预存998元免费配置机顶盒两种方式）。在2008年数字电视整体转换后，用户必须使用机顶盒才能收看90个或以上的频道，对不想收看数字电视的用户，只有6个内地模拟频道可以收看，分别是中央1台、广州综合、广州新闻、南方卫视、广州竞赛、广东卫视（省有线则增加珠江台和数字电视宣传频道，而没有广州竞赛频道），而这5个模拟电视频道在2015年也会中断（但至今仍未中断），变相强迫民众转换。而在萝岗、黄埔（如小新塘、黄村等地）、南沙榄核镇、东涌镇、大岗镇这几个附近城中村或乡村较为集中的地方，以及白云区有线电视，不用机顶盒也可以收看约40个频道（白云有线已于2018年开始有线电视整体转换工作，其他区域也逐步实施）。转换数字电视後，新增了10个以上的收（付）费内地频道，但这些频道相比起香港有線電視、now寬頻電視、澳門有線電視等港澳有线电视供应商丰富的国际频道，难以吸引市民使用，《南方都市报》有调查指70%的观众表示不会“多花钱开通付费频道”。有市民称，转换成数字电视以後，节目清晰度提升不大，有的频道甚至还不及之前的模拟信号，每个月多交9.5元不值得。也有市民称，节目清晰度有显著提升，且高清机顶盒色彩质量实现了质的飞跃。有长者也认为机顶盒操作太复杂。
同时，广州有线在机顶盒的频道菜单等多处插入图片广告，强迫用户观看。
甜果时光是珠江数码提供的高清互动电视套餐，搭配高清电视机，可以接收1080分辨率、16:9宽屏的高清节目，还有5.1声道杜比环绕立体声。作为珠江数码的高清电视机顶盒不仅在机顶盒的菜单（开机画面、节目表、音量）等多处插入图片广告，左下角更会不定时弹出广告，并以低带宽传输节目，令标清画面模糊达不到自家有线的模拟信号画质，而其声称的高清画质亦只能达到国标低水平以及国外地面波高清的画质，和竞争对手（广东有线和广东IPTV）相比欠佳。
- 标清：H.264 576i，带宽：3M
- 高清：H.264 1080i 带宽：8M 恒定码率
- 超高清：H.265 2160p 带宽：25M 恒定码率

## 香港地面及境外卫星电视
1989年六四事件发生，广州电视台开始通过使用杂波干扰香港翡翠台、明珠台、本港台、国际台的信号，使广州市民无法透过鱼骨天线收看，原有香港频段被霸占改为播出广州台自家节目，宣扬政府态度与政治意识。1993年，广州台成立广州有线电视，统一接收香港四频道，意图以清晰的视像诱使市民放弃自行接收未经过滤的原始讯号，方便中断内容。
基于广电总局对境外电视的规定，广州有线对境外电视，有权在其广告时间内插播内地商业及宣传广告，甚至郊区政府（如番禺有线、白云有线等）也在中转站或分公司内插入广告，从而图利，其接收香港电视的本地广告质量就越差。广州有线还会在每个星期一至五的翡翠台剧集尾段上升字幕时也插播2、3个内地广告，有时甚至把预告也覆盖，虽然这违反插播规定，但其一直没有收敛的迹象。甚至对湖南卫视等一线卫视也会插播广告，但没有香港电视频道的那么严重，一般节目开始前就插播结束。当局对此一般也是三缄其口应对，有时指“会要求辖下广电单位或有线电视公司整改并会随后附上反馈或调查意见”，但通常都没有下文；有时又会指“在境外频道正常节目时段（非时政内容）插播商业广告也是合法的”，广电总局的规定对其无效；有时更称由於是人工操作，因没有节目表而出现“失误”：
|  | 您好。您的投诉我们已收到，现回复如下：境外电视在我省落地与我省签订了相关协议，根据协议内容我省播出机构可以相关时间段内插播自己的节目或广告，这属于合法插播。由于人工手动操作，且境外频道未提前提供固定的版面安排，故有可能出现您所提到的情况，给您造成的不便还请您谅解。感谢您对我省广播电视事业的支持。 |

因当局一般只对新闻政治类内容进行严格监管，但对随意插播广告的漠视，或发现後也没任何处罚措施，故而对有线电视没有形成阻吓力（大部分有线电视台实际也是国营单位），广东各地民众经常投诉有线电视台胡乱插播的情况基本没有改善。
2009年6月12日前，市线和省线都是使用两条独立的信号源。市线使用自行录制的2004年香港政府宣传片（包括陈慧琳为代言人的“职业英语运动”等等）屏蔽敏感片段，而省线使用较新的香港政府宣传片屏蔽敏感片段。09年6月4日六四事件二十週年期间某天，市线因漏屏蔽了约十秒的出自翡翠台《六點半新聞報道》的六四片段，导致5名编辑被停职或处罚，也因此失去了独立接收香港电视的权利。广电总局为此规定从09年6月12日凌晨起，广东省各市县转播播香港地面电视四条频道必须采用广东有线广播电视广州网作为信号源，原广州有线明珠台的丽音频道和MTV的立体声功能，因此措施而失去。自此，市线会双层插播省线播出的商业广告和省线的宣传广告，如果市线原有的广告播完，省线还正在插播省线的广告或香港的广告时，便会插播广州台自行制作的公益广告、广州台节目宣传片或自行录制的2003年至2004年香港政府宣传片，但屏蔽敏感片段的一般是来自省线提供的2008年至2009年香港政府宣传片。即便如此，虽涉及新闻时政节目的讯号已有省线的覆盖，但市线却经常再提前插播，甚至自行以其他节目把整个节目覆盖（省有线有时也会这般操作），例如《把酒當歌》、《鏗鏘集》等，状况即广州市内使用省线的民众及广东省其他地方都能看到这些节目（中间可能会被宣传片中断），而在广州有线就变成其他节目。因为商业原因，市有线的境外电视频道的画质（颜色）和声音也开始比省有线更差，翡翠、明珠台台徽三原色中的红色经常变成黑白，这是有线电视先经省线再经市线转播和延时信号损失所致，两层（双重）延时插播是其中一个主要因素。为了覆盖省线广告，市线的广告时间因此更长，几乎所有节目（除了深夜播出的节目外）都有插播超时的情况。
2019年1月1日起，广东有线暂停在翡翠台的广告插播，广州有线也同步停止插播。2019年12月起，广东有线逐渐恢复在翡翠台的广告插播，但广州有线没有任何动作至今，而郊区有线继续广告和区新闻节目的插播。2020年1月1日，各郊区有线不再于翡翠台插播区新闻节目和广告。

## 竞争
该公司的长期竞争对手是原由广东电视台控制的广东有线，而舊東山區、荔湾区及廣東電視台、省屬機構附近仍由廣東有線控制管理。儘管如此，兩個電視台達成協議，在相互的有線線路中完全保留各自的所有頻道。自从推出数字电视後，广州有线会把南方电视台及广东电视台的频道放到排名靠后的位置，以宣传广州台旗下频道；在香港及其他境外频道插播广告方面是两网各自分开，因中共广州市委比广东省委更严格的监控要求，即使涉及新闻时政节目的讯号已有省线的覆盖，但广州有线经常依然会提前插播，甚至自行以其他节目把整个节目覆盖，一直至2019年开始停止插播。